# لينا بيرنتسون
لينا بيرنتسون (بالسويدية: Lena Berntsson)‏ (ولدت في 4 نوفمبر 1978 في جوتنبرج ) هي رياضية سويدية شاركت على المستوى الدولي في رفع الأثقال والمسار والميدان . هي تلعب في فئة وزن 53 كجم ضمن رياضة رفع الاثقال أما على الحلبات فهي متخصصة في سباقات الركض القصيرة، ولا سيما 60 مترا .
بدأت نشاطها الرياضي ضمن مسافات 60 متر، مسجلة أفضل أرقامها 7.44   ثوان في عام 2000 ثم حسنته إلى 7.42 ثانية في السنة التالية.  عانت من اصابة في الركبة في عام 2002 وخلال ذلك الوقت أدخلت أختها، أنيكا بيرنتسون، إلى رياضة رفع الأثقال.  خضعت لعملية جراحية مهمة في عام 2005 ، في وتر الركبة، ولم تعد إلى اللياقة الكاملة حتى عام 2007. 
كانت بطلة عام 2007 السويدية في سباق 100 متر، والبطلة الوطنية في 2008 في سباق 100 متر حواجز ، وقد حققت القاب في 100 و 200 متر في بطولة السويد لعام 2009. حققت نجاحا مماثلا في الداخل، لتصبح بطلة السويد للمسافات الأكثر من 60 متر م وحواجز 60 مترا في عام 2008 ، وحافظت على لقبها بالـ 60   م في العام التالي.  كما مثلت بلادها في الألعاب الرياضية السويدية الفنلندية خلال هذه الفترة، حيث فازت بميداليات في سباقات السرعة القصيرة، وعوائق العدو، والقفز الطويل .
شاركت في بطولة IAAF World Indoor 2008 في فالنسيا ، إسبانيا . وصلت إلى الدور نصف النهائي لمسابقة 60 متر للسيدات، حيث حققت أفضل أداء شخصي من 7.26 ثواني لتنتهي وراء LaVerne Jones-Ferrette خرجت من التأهل.  في آذار / مارس 2009 ، دخلت في البطولة الأوروبية لألعاب القوى الداخلية ، وحققت أفضل أداء شخصي لها لتحتل المرتبة الخامسة في سباقات 60م نهائي.  وفي الشهر التالي، شاركت في بطولة رفع الأثقال الأوروبية لعام 2009 في بوخارست وحصلت على المركز الثاني عشر في السيدات فئة 53 كجم،  محققة انتزاع 71   كيلوغرام (سجل سويدي) ونتع 85 كلغ. 
في وقت لاحق من ذلك العام شاركت في بطولة الفرق الأوروبية لعام 2009 ، ومثلت السويد في سباقات 100 و 200 م.  في نوفمبر، تم اختيارها للتنافس في بطولة العالم لرفع الأثقال لعام 2009 في فئة الـ 53 كيلوغرام، وانتهت في المركز الخامس عشر بانتزاع 70 كيلوغرام ونتع 90   كلغ.  كانت أول منافسة كبرى لها في عام 2010 هي بطولة العالم لعام 2010 داخل الاتحاد الدولي لألعاب القوى التي احتلت فيها المركز السابع في سباق 60 م نصف النهائي بوقت 7.41   ثواني.  بعد ذلك بوقت قصير، شاركت في بطولة الأثقال الأوروبية لعام 2010 في مينسك وانهت بوزن أجمالي 160 كجم (72   كجم انتزاع، 88   كجم نتر). 

## روابط خارجية
- لينا بيرنتسون على موقع الاتحاد الدولي لألعاب القوى (الإنجليزية)
- لينا بيرنتسون على موقع الدوري الماسي (الإنجليزية)
- لينا بيرنتسون على موقع مشروع نتائج رفع الأثقال الدولية (الإنجليزية)
- الموقع الرسمي (بالسويدية)
- نبذة عن لينا بيرنتسون  على موقع الاتحاد الدولي لألعاب القوى